# Dialetto monzese
Il monzese è una variante del lombardo occidentale parlata nel comune di Monza e nei comuni limitrofi: Brugherio, Cologno Monzese e Villasanta. Ha evidenti e forti somiglianze con il dialetto milanese a causa di un forte legame storico con la città e la diocesi di Milano
Anche all'interno della città di Monza vi sono delle varianti, a seconda della classe sociale e della zona, per influenze nel primo caso dal milanese e dal brianzolo comune, nel secondo dai dialetti dei paesi limitrofi. 
Il dialetto monzese non viene ufficialmente riconosciuto come lingua minoritaria. Viene considerato un dialetto del lombardo occidentale o della più ampia lingua lombarda. 

## Esempio di dialetto monzese
Disi dunca che al temp del prim re da Cipro, dopu che el Gofredo da Buglion al gaveva conquistà la Tera Santa, l'è suceduu che vuna gentildona de Guascogna l'andass in pellegrinac al Sepulcherr da Noster Signur e, in dal turnà indrè, rivandu a Cipro la sbates in di malnat che gh'han fa un tir de baloss. La pora sciura, fòra de le per ul dolor da l'afrunt, l'ha pensa de andà a sfugas in dal re e mett giù un cioch cuntra quei malnat. Ma gh'han di de tegnì a man a ul fia perché ul re l'era inscì salam e ramulii che, invece de i manat per castigà i tort faa ai olter, al dueva catà su quei che fasevan a lù sine fine de quei da scuriss la vista, e lù el ga faseva la ricevuda e bun dì sciur Rocch; sicché chi ga l'aveva con lù no 'l teneva goss, ma 'l ga diseva sul muso roba de ciod senza mandàgghel a dì. La sciora, a 'sti paroll l'ha capii senz'oltar che quant a vendetta l'eva bell e fada: ma tant e tant in dal re l'ha decis d'andàggh l'istess par avèggh almen on diversiv al sò magon col dàggh ona bona staffilada da quella soa porca flemma da incuràss da nient. La ga sa presenta donca coi madonninn ai oeugg, e "Signor mio" la ga dis, "che no 'l creda nò ca mì venga a la soa presenza con la speranza da vedèmm vendicada da la grand ingiuria che m'hann faa, nò, che non m'aspetti da lù questa soddisfazion; ma inscambi al preghi d'insegnàmm coma 'l fa lù sopportà quei ca ga fann, coma senti, tutt i dì. Parchè, imparand da lù, potrò portà in pas anch mì la mia. Ca sa mì podess dàlla via, la sa ol Signor sa va la daravv volontera a lù ca l'è inscì bravo a dàggh passada ca l'è peccaa a no fàgghen".

L'è staa coma sa ol re, staa fina allora coma on omm de strasc, al sa svegliass in quell pont da ona gran dormida; e, cominciand dal vendicà l'ingiuria fada a 'sta signora, guai da lì innanz a chi fasess on scrizz ca fuss da smacch a la soa corona; ol perdon l'era a Meregnan; al ga dava addoss con ona furia ca, povar lù, non l'era nanch salv in gesa.